# Jacques Yameogo
Jacques Yaméogo (Bobo-Dioulasso, 24 luglio 1943 – Bobo-Dioulasso, 20 giugno 2010) è stato un allenatore di calcio burkinabé.

## Carriera
Nel 2002 ha allenato la Nazionale burkinabé insieme a Pihouri Weboanga. Ha guidato, insieme a Pihouri Weboanga, la Nazionale burkinabé nella Coppa d'Africa 2002.